# Даг Петерсон
Даг Петерсон (англ. Doug Peterson; 25 липня 1945 — 26 червня 2017, Сан-Дієго) — американський конструктор вітрильних яхт.
Почав свою кар'єру на початку 1960-х, спроектувавши дві найуспішніших максі-яхти свого часу: Stormvogel і Ticonderoga. Найбільшим успіхом є створення яхт обмірної формули IOR, таких, як Peterson-25, в Україні більше відомої як Конрад-25.
Брав участь в проектуванні ряду успішних яхт для участі в регаті «Кубок Америки». Був ключовою фігурою в створенні яхти America³ для американського синдикату Black Magic (володар Кубка Америки 1992 року) та Team New Zealand (володар Кубка Америки 1995 року). У 2000 році створена за його проектом яхта Prada виграла Кубок Луї Віттона.